# Anatoli Pristavkine
Œuvres principales
Un nuage d'or sur le Caucase
Anatoli Ignatïevitch Pristavkine (en russe : Анато́лий Игна́тьевич Приста́вкин), né le 17 octobre 1931 à Lioubertsy et mort le 11 juillet 2008 à Moscou, est un écrivain et scénariste soviétique et russe,,,.

## Biographie
Fils d'ouvriers, Anatoli Pristavkine perd ses parents lors de la Seconde Guerre mondiale, son père périt sur le front, la mère meurt d'une tuberculose. Il est placé dans un orphelinat, puis, après une formation dans une école des métiers il commence à travailler dans une usine de conserves de Sernovodsk dans la RSSA de Tchétchéno-Ingouchie. Ses premiers poèmes sont publiés dans les périodiques après la guerre. Il reprend les études à l'école d'aviation de Moscou et en sort diplômé en 1952. Il travaille alors comme électricien et technicien de radiotransmission à l’aérodrome de Joukovski. 
Après son service militaire, Anatoli Pristavkine intègre l'Institut de littérature Maxime-Gorki où il étudie sous la direction de Lev Ochanine. A la même époque il publie son premier cycle de récits L'enfance de guerre dans la revue Iounost. Il écrit une série d'articles pour la Literatournaïa gazeta consacrés à la construction du barrage de Bratsk. À partir de 1981, il enseigne et dirige les séminaires à l'Institut Gorki. Son nom se fait connaître au-delà des frontières soviétiques en 1987, après la publication, dans la revue Znamia, d'Un nuage d'or sur le Caucase (Nochevala tuchka zolotaya), une nouvelle autobiographique qui raconte l'histoire de la déportation des Tchétchènes et des Ingouches, accusés de collaboration avec l'Allemagne, vers l'Asie centrale en 1944. En 1988, il est récompensé par un prix d'État de l'URSS.
En 1991, Anatoli Pristavkine préside le conseil du mouvement des écrivains indépendants Aprel, une organisation qui réunit écrivains, critiques littéraires et journalistes soviétiques favorables aux réformes politiques et économiques Mikhaïl Gorbatchev. Le nom de l'organisation fait référence au plénum d'avril 1985 du Comité central du PCUS, qui annonce la politique de la perestroïka,. Parmi les membres d'Aprel se trouvent également Evgueni Evtouchenko, Sasha Sokolov, Boulat Okoudjava, Vladimir Doudintsev, Robert Rojdestvenski, Tatiana Tolstoï. Il a été secrétaire de l'Union des écrivains de la fédération de Russie, membre de l'Union des cinéastes de Russie, membre de l'Académie du film Nika, membre du conseil d'administration de la Fédération russe de sambo, membre du comité exécutif du PEN club de Russie. Pendant de nombreuses années, il a été membre permanent du jury du Festival international du film sur les droits de l'homme Stalker qui se déroule à Moscou. 
Depuis 1992, Anatoli Pristavkine est président de la Commission des grâces auprès du président de la fédération de Russie et depuis décembre 2001 - conseiller du président de la fédération de Russie sur les questions des grâces,. Il en tire son roman documentaire La Vallée de l'ombre de la mort.
En 2002, on lui décerne le prix international Alexandre Men pour sa contribution au développement de la coopération culturelle entre la Russie et l'Allemagne.
En 2008, peu de temps avant sa mort, il réussit à terminer le roman Le roi Montpensier Marmelazhka Premier. Cet ouvrage, en grande partie autobiographique, a été conçu à la fin des années 1980, mais en 1991, lors des événements de janvier à Riga, le manuscrit du roman a disparu de la chambre d'hôtel, tandis que Pristavkine, sur les barricades, exhortait les troupes à mettre un terme à la violence. L'ouvrage utilisait des fragments de l'étude de l'auteur sur la vie et l'œuvre de Grigori Kotochikhine, greffier de l'ordre des ambassadeurs, forcé de fuir en Suède sous la persécution du tsar Alexei Mikhailovich et exécuté à Stockholm en 1667.
Mort le 11 juillet 2008 à Moscou Anatoli Pristavkine sera enterré au cimetière Troïekourovskoïe.
La veuve de l'auteur, Marina Pristavkina, ressemble et publie ses mémoires, sous le titre Tout ce qui m'est cher (Vse chto mne dorogo) aux éditions AST en 2009

### Œuvres
- Mes contemporains (Мои современники, 1959) ;
- Feux de bois dans la taïga (Костры в тайге, 1964) ;
- Seliger Seligerovich (Селигер Селигерович, 1965) ;
- Tourterelle (Голубка, 1967) ;
- Un nuage d'or sur le Caucase (Ночевала тучка золотая, 1987) ;
- Petits coucous (Кукушата, 1988) ;
- La Vallée de l'ombre de la mort. La commission des grâces, Russie 1992-2001 ;
- Le roi Montpensier Marmelazhka Premier (Король Монпасье Мармелажка Первый, 2008).

#### Scénarios
- 1989 : Un nuage d'or sur le Caucase (Ночевала тучка золотая…) de Sulambek Mamilov